# Левинс, Ричард
Ричард «Дик» Левинс (англ. Richard "Dick" Levins; 1 июня 1930 года, Бруклин, штат Нью-Йорк, США — 9 января 2016 года, Кембридж, Массачусетс, США) — экологист, специалист в области популяционной генетики, математической биологии, теоретической экологии и философ науки, который исследовал внутривидовое генетическое многообразие популяции людей. До самой смерти оставался на должности преподавателя в Гарвардской школе общественного здравоохранения и закоренелым политическим активистом. Наибольшую известность приобрёл за свою работу в области биологической эволюции, за свою теорию метапопуляций, а также исследование разнообразия популяций в изменяющихся условиях окружающей среды.
Лекции и письменные труды Левинса чрезвычайно сжаты, что в сочетании с его марксистскми взглядами, делает его работы менее популярными чем работы других экологистов и эволюционистов, которые более искусны в своей популяризационной деятельности. Говорили, что во время лекций в Чикагском университете, студентам, чтобы освоить курсы Левинса, приходилось посещать их по три раза: первый раз, чтобы привыкнуть к его манере изложения и к сложности математических объяснений, второй раз, чтобы усвоить основные идеи, и третий раз, чтобы ухватить все нюансы и глубину его суждений.
Левинс также писал о философских вопросах в биологии и техники научного моделирования. Одна из важнейших его статей называлась «Стратегия построения моделей в популяционной биологии» (англ. "The Strategy of Model Building in Population Biology"). Он оказал влияние на ряд современных философов биологии. Левинс часто с гордостью говорил, что он принадлежит к «четвёртому поколению марксистов» и повторял, что его методология в монографии «Эволюция в условиях изменения окружающей среды» (англ. "Evolution in Changing Environments") была основана на введении к работе Карла Маркса «Очерк критики политической экономии», являющейся грубым наброском «Капитала». Вместе с генетиком Ричардом Левонтином, Левинс написал несколько статей о методологии, философии и общественном значении биологии. Многии из них входят в книгу «Диалектический Биолог» (англ. "The Dialectical Biologist"). В 2007 году дуэт опубликовал второй тематический сборник очерков, названный «Биология под влиянием: Диалектические очерки об Экологии, Земледелии и Здоровье» (англ. "Biology Under the Influence: Dialectical Essays on Ecology, Agriculture, and Health").
Также, вместе с Левонтином, Левинс был соавтором ряда сатирических статей, критикующих социобиологию, системное моделирование в экологии и другие темы, под псевдонимом Исидор Наби. Левинсу и Левонтину удалось разместить нелепую биографию Наби и его достижений в биографическом справочнике «American Men of Science», таким образом показав на каком низком уровне находится редакторская работа и проверка фактов в этом уважаемом справочном издании.

## Биография
Родился 1 июня 1930 года в Бруклине, штат Нью-Йорк и имел украинско-еврейские корни. Он описал воспоминания о своём, не по годам развитом в плане политики и науки, детстве в статье «Красные Пелёнки» (англ. "Red Diapers: Growing Up in the Communist Left"). Он якобы прочёл «Охотники за микробами» (англ. «Microbe Hunters») Поля Генри де Крюи в возрасте 8 лет, в 1938 году, и впервые прочёл работы Дарвина в возрасте 12 лет в 1942 году. В возрасте 10 лет Левинс вдохновился эссе учёного энциклопедиста, марксиста и биолога Джона Бёрдон Сандерсон Холдейна, которого Левинс считал настолько же значимым для науки, как Альберта Эйнштейна.
Левинс изучал сельское хозяйство и математику в Корнеллском университете. Он женился на пуэрто-риканской писательнице Розарио Моралез (англ. "Rosario Morales"). Отчисленный из университета с волчьим билетом, он с Розарио переехал в Пуэрто-Рико, где они занимались фермерством и аграрным земледелием. Они вернулись в Нью-Йорк в 1956 году, где он получил свою докторскую степень в Колумбийском университете, присвоенную в 1965 году.
Левинс преподавал в университете Пуэрто-Рико с 1961 по 1967 год и был общественным деятелем, участвуя в движении за независимость Пуэрто-Рико. Он посетил Кубу в первый раз в 1964 году, начав пожизненное политическое и научное сотрудничество с кубинскими биологами. Его активное участие в движениях за независимость и антивоенных движениях Пуэрто-Рико привели к тому, что его сняли с должности в университете Пуэрто-Рико, и в 1967 году Ричард с женой и их дети — Авророй, Рикаро, и Алехандро — переехали в Чикаго, где он преподавал в Университете Чикаго и постоянно взаимодействовал с Левонтином. Позднее они оба — Ричард и Розарио — переехали в Гарвард при спонсорской поддержке Эдварда Осборн Уилсона, с которым они позже имели разногласия в социобиологии. Левинс был выбран членом Национальной акдемии наук США,
но позже отказался от членства из-за того, что академия принимала участие в косультировании военных во время войны. Он был членом американской и пуэрто-риканской коммунистических партий, а также Движения за независимость Пуэрто-Рико, переименованного в Пуэрто-риканскую социалистическую партию. Находился под наблюдением служб ФБР.
До самой смерти Левинс был профессором имени Джона Рока демографических наук (англ. John Rock Professor of Population Sciences) и главой Программы экологии человека (англ. Human Ecology program) в Департаменте глобального здравоохранения и народонаселения (англ. Department of Global Health and Population) в Гарвардской школе общественного здравоохранения. В начале 90-х годов Левинс и другие образовали Гарвардскую рабочую группу по новым и вновь появляющимся болезням. Их работы показали, что новые инфекции появились вследствие изменений окружающей среды, в равной степени как естественные, так и вызванные человеческой деятельностью (Уилсон и соавторы 1994 год).
В течение последних двух десятков лет своей жизни Левинс сосредоточился на прикладном аспекте применения экологии в сельском хозяйстве, особенно применительно к экономически менее развитым странам нашей планеты. Как член совета директоров благотворительной организации «Оксфам Америка» (англ. OXFAM-America) и их бывший председатель подкомитета по странам Латинской Америки и странам Карибского бассейна, Ричард Левинс работал над критикой индустриально-экономического пути развития и разрабатывал альтернативные пути, которые фокусировались на: экономической эффективности, равенстве численности населения, экологической и социальной устойчивости и расширении прав обездоленных.
Когда его жена умерла в 2011 году, он с дочерью Авророй переехал в свой дом в Кембридже.
Один из внуков Левинса проживает в Миннеаполисе и является хип-хоп исполнителем, известным под сценическим псевдонимом Мэнни Фест.
Левинс умер в Кембридже, штат Массачусетс, в 2016 году.

## Эволюция в условиях изменяющейся окружающей среды
До работы Левинса, популяционная генетика полагала, что окружающая среда сохраняет постоянство, в то время как математическая экология полагала, что постоянным является генетическое строение видов. Левинс смоделировал ситуацию, в которой происходят эволюционные процессы при изменении окружающей среды. Одним из неожиданных свойств его модели был тот факт, что отбор не обязательно будет вести к наибольшей приспособляемости видов и они могут пойти по пути самоистребления. Он резюмировал свои основные ранние результаты этого моделирования в книге «Эволюция в условиях изменяющейся окружающей среде» (англ. Evolution in Changing Environments), основанной на лекциях, прочтённых им на Кубе в начале 1960-х. Левинс широко использовал математические подходы, некоторые из которых он придумал сам, не зная того, что данные методы уже были разработаны в других областях чистой математики или экономики. Например, Левинс широко использует теорию выпуклых множеств в применении к совпадающим множествам (напоминающую экономические наработки Джона Ричарда Хикса) и использует аналитику Сьюалла Райта применительно к анализу каузальных циклических диаграмм.

## Теория о метапопуляциях
Термин «метапопуляция» был придуман Левинсом в 1969 для описания модели «популяции популяций». Популяции населяют ландшафт, образуя пригодные для обитания очаги местности, каждый из которых способен содержать в себе местную субпопуляцию. Местная популяция может вымереть и впоследствии этот очаг может быть перезаселён «имигрантами» из других очагов обитания. Судьба такой системы местных популяций (то есть метапопуляции) находится в зависимости от баланса между вымиранием и колонизацией. Левинс представил модель состоящую из одного дифференциального уравнения, которая сегодня известна как модель Левинса, для описания динамики средней заселяемости очагов в таких системах. Теория метапопуляций с тех пор стала важной частью географической экологии, и применяется в таких областях как сохраненние биоразнообразия, управление популяциями и борьба с вредителями.

## Цитаты
«Мир намного более странный чем мы можем себе представить, и неожиданности в науке неизбежны. Таким образом мы обнаружили, например, что пестициды увеличивают число вредителей, антибиотики могут создавать патогены, сельскохозяйственное развитие создаёт голод, а борьба с наводнениями ведёт к новым наводнениям. Но некоторые из этих неожиданных ситуаций можно было бы избежать, если бы вопросы ставились так широко, что можно было бы предложить решения в наиболее общем контексте».

## Награды
- Эдинбургская медаль в области Науки и Общества (англ. Edinburgh Medal in Science and Society)[21]
- Награда имени Дьёрдя Лукача (за вклад в математическую экологию) (англ. Lukács 21st Century Award (for his contributions to mathematical ecology))
- Многочисленные государственные награды Пуэрто-рико и Кубы (за вклад в экологию и сельское хозяйство) (англ. Numerous awards in Puerto Rico and Cuba (for contributions to ecology and agriculture; most recently, the 30th Anniversary Medal of the Cuban Academy of Sciences))[22]
- Фонд Роберта Вуда Джонса — «Награда за исследования в области здравоохранения» (англ. Robert Wood Johnson Foundation 'Investigator Awards in Health Policy Research', 1995)[23]
- Почётная степень доктора экологических наук Гаванского университета (англ. Honorary Doctorate in Environmental Science from the University of Havana, 1999)[24][25]
- Почётная степень Магистра философии в области социальной экологии Атлантического колледжа (англ. Honorary Master of Philosophy in Human Ecology from College of the Atlantic, 2012)[26]
- Американская ассоциация здравоохранения — «Премия Милтона Терриса в области здравообхранения» (англ. American Public Health Association's 2007 Milton Terris Global Health Award: Lecture: "One Foot in, One Foot out")[27]
- «Правда — это Всё» — Празднование 85 летия в Гарвардской школе общественного здравоохранения имени Т.Чана (англ. "The Truth is the Whole" 85th Birthday Celebration at Harvard T.H. Chan School of Public Health, May 21–23, 2015.  HSPH archives for public access the  PowerPoints and videofiles of the entire two days of scholarly presentations.)[28]

## Избранная библиография
- Levins, R. "Genetic Consequences of Natural Selection, " in Talbot Waterman and Harold Morowitz, eds., Theoretical and Mathematical Biology, Yale, 1965, pp. 372–387.
- Levins, R. The Strategy of Model Building in Population Biology (англ.) // American Scientist[англ.] : magazine. — 1966. — Vol. 54. — P. 421—431.
- Levins, R. Evolution in Changing Environments, Princeton University Press, 1968.
- Levins, R. «Some demographic and genetic consequences of environmental heterogeneity for biological control», Bulletin of the Entomological Society of America, 15:237-240, 1969. In this historic paper, Levins coined the term 'metapopulation' (now widely used)[18]
- Levins, R. «Evolution in communities near equilibrium», in M. L. Cody and J.M. Diamond (eds) Ecology and Evolution of Communities, Harvard University Press, 1975.
- Nabi, I., (pseud.) "An Evolutionary Interpretation of the English Sonnet: First Annual Piltdown Man Lecture on Man and Society, " Science and Nature, no. 3, 1980, 71-73.
- Levinsin, R., Haila, Y. Marxilaisena biologinen Yhdysvalloissa. Richard Levinsin haastattelu [Yrjö Haila]. Tiede & edistys 8(1):29-37 (1983).
- Levins, R. and R.C. Lewontin, The Dialectical Biologist, Harvard University Press, 1985.
- Puccia, C.J. and Levins, R. Qualitative Modeling of Complex Systems: An Introduction to Loop Analysis and Time Averaging, Harvard University Press, Cambridge, MA. 1986.
- Levins, R. and Vandermeer, J. «The agroecosystem embedded in a complex ecological community» in: Carroll R.C., Vandermeer J. and Rosset P., eds., Agroecology, New York: Wiley and Sons, 1990.
- Haila, Y., and Levins, R. Humanity and Nature, London: Pluto Press, 1992.
- Grove, E.A.; Kocic, V.L.; Ladas, G.; Levins, R. Periodicity in a simple genotype selection model (неопр.) // Diff Eq and Dynamical Systems. — 1993. — Т. 1, № 1. — С. 35—50.
- Awerbuch T.E. Evolution of mathematical models of epidemics. In: Wilson, Levins, and Spielman (eds).Disease in Evolution. New York Academy of Sciences, New York 1994, 225—231.
- Wilson, M., Levins, R., and Spielman, A. (eds). Disease in Evolution. New York Academy of Sciences, New York 1994
- Levins, R.; Awerbuch, T.E.[англ.]; Brinkman, U.Eckardt; Epstein, P.; Makhaoul, N.; Possas, C.A.; Puccia, C.; Spielman, A.; Wilson, M. Preparing for new diseases (англ.) // American Scientist[англ.] : magazine. — 1994. — Vol. 82. — P. 52—60.
- Levins, R. Ten propositions on science and antiscience (англ.) // Social Text[англ.] : journal. — 1996. — Vol. 46. — P. 101—111.
- Awerbuch T.E., Brinkman, U., Eckardt, I., Epstein, P., Ford, T., Levins, R., Makhaoul, N., Possas, C.A., Puccia, C., Spielman, A., and Wilson, M., Globalization, development, and the spread of disease. In: Goldsmith and Mander (eds.) The Case Against the Global Economy, Sierra Club Books, 1996, 160—170.
- Levins, R. "Touch Red, " in Judy Kaplan and Linn Shapiro, eds., Red Diapers: Growing up in the Communist Left, U. of Illinois, 1998, pp. 257–266.
- Levins, R. Dialectics and systems theory (англ.) // Science and Society[англ.] : journal. — 1998. — Vol. 62, no. 3. — P. 373—399.
- Levins, R. The internal and external in explanatory theories (неопр.) // Science as Culture. — 1998. — Т. 7, № 4. — С. 557—582. — doi:10.1080/09505439809526525.
- Levins, R.; Lopez, C. Toward an ecosocial view of health (англ.) // International Journal of Health Services[англ.] : journal. — 1999. — Vol. 29, no. 2. — P. 261—293. — doi:10.2190/wlvk-d0rr-kvbv-a1dh.
- Awerbuch T., Kiszewski A., and Levins, R., Surprise, Nonlinearity and Complex Behavior. In- Health Impacts of Global Environmental Change: Concepts and Methods; Martens and Mcmichael (eds), 96-102, 2002
- Levins, R. Whose Scientific Method? Scientific Methods for a Complex World, New Solutions (англ.) // New Solutions : journal. — 2003. — Vol. 13, no. 3. — P. 261—274. — doi:10.2190/q4tn-q9u2-er56-3t1r.
- Karpati, A.; Galea, S.; Awerbuch, T.[англ.]; Levins, R. Variability and vulnerability at the ecological level: Implications for understanding the social determinants of health (англ.) // American Journal of Public Health[англ.] : journal. — 2002. — Vol. 92. — P. 1768—1772. — doi:10.2105/ajph.92.11.1768.
- Awerbuch, T.E., Gonzalez, C., Hernandez, D., Sibat, R., Tapia, J.L., Levins, R., and Sandberg S., The natural control of the scale insect Lepidosaphes gloverii on Cuban citrus. Inter American Citrus Network newsletter No21/22, July 2004.
- Awerbuch, T.; Levins, R.; Predescu, M. The Role of Seasonality in the Dynamics of Deer Tick Populations (англ.) // Bulletin of Mathematical Biology : journal. — 2005. — Vol. 67, no. 3. — P. 467—486. — doi:10.1016/j.bulm.2004.08.003.
- Lewontin, R.C. and Levins, R., "Biology Under The Influence, Dialectical Essays on Ecology, Agriculture, and Health, " New York: Monthly Review Press, 2007.
- Predescu, M.; Levins, R.; Awerbuch, T.E.[англ.]. Analysis of non-linear System of Difference Equations Linking Mosquito Breeding Sites and Community Intervention (англ.) // Discrete and Continuous Dynamical Systems, SerB. : journal. — 2006. — Vol. 6, no. 3. — P. 605—622.
- Awerbuch T., and Levins, R. Mathematical Models for Health Policy. in Mathematical Models, [Eds. Jerzy A. Filar, and Jacek B. Krawczyk], in Encyclopedia of Life Support Systems (EOLSS), Developed under the Auspices of the UNESCO, Eolss Publishers, Oxford, UK, , 2006
- Predescu, M., Sirbu, R., Levins, R., and Awerbuch T., On the Dynamics of a Deterministic and Stochastic Model for Mosquito Control. Applied Mathematics Letters, 20, 919—925, 2007.
- Awerbuch, T.E., Levins, R., The Aging Heart and the Loss of Complexity—a Difference Equation Model. Preliminary report. American Mathematical Society, (1056-39-2059), presented at AMS Convention, San Francisco, California, January 13, 2010
- Levins, R., Una pierna adentro, una pierna afuera. CopIt ArXives & EditoraC3, Mexico. SC0005ES. ISBN 978-1-938128-073, 2015
- Levins, R., Scientific Method for Today’s Market, The Mathematical Intelligencer, 37 (1), 47-47, 2015 (March 1).